# Michel Delire
Michel Delire, né à Châtelineau le 6 août 1933 et mort le 3 avril 2006, est un footballeur international belge actif durant les années 1950 et 1960, remportant un titre de champion de Belgique avec le Standard de Liège. Après sa carrière de joueur, il devient entraîneur dans les divisions inférieures belges et au Sporting Charleroi. Il est également le père du journaliste sportif Marc Delire.

## Carrière en club

### Joueur
Michel Delire fait ses débuts à l'Olympic de Charleroi en 1954. Au terme de sa première saison, le club est relégué en deuxième division. Il parvient à remonter l'année suivante et dès 1957, le joueur devient un des pions importants de l'équipe. Malgré les résultats relativement moyens du club en championnat, les bonnes prestations de Michel Delire lui valent d'être appelé une première fois en équipe nationale belge en octobre 1957.
Le joueur continue de prester à un bon niveau les saisons suivantes et est encore sélectionné à sept reprises avec les « Diables Rouges » en 1959 et 1960, disputant quatre rencontres et inscrivant le but belge lors d'une défaite 9-1 aux Pays-Bas le 4 octobre 1959. Durant l'été 1961, il rejoint les rangs du Standard de Liège, champion de Belgique en titre. Il y joue peu, barré par une concurrence plus forte que lui, mais décroche tout de même un titre de champion de Belgique en 1963.

### Entraîneur
Après ce dernier sacre, Michel Delire décide de quitter le club liégeois et devient joueur-entraîneur à la Royale Entente Sportive Jamboise, un club de Division 3. Il y reste durant quatre ans puis va entraîner l'UBS Auvelais, un club actif dans les séries provinciales. Durant la saison 1972-1973, il dirige le RAEC de Mons, en Division 3, puis il prend en mains l'Union Royale Namur. Il est nommé entraîneur principal du Sporting Charleroi en 1979 et, malgré la relégation en deuxième division, conserve son poste durant trois ans. Il dirige l'Olympic Charleroi en troisième division durant la saison 1983-1984 puis le Wallonia Namur en Promotion à partir de 1986 jusqu'à la disparition du club en 1989. À la fin de sa carrière, il entraîne également pendant un temps le Tout Puissant Mazembe, au Zaïre. Parallèlement à son statut de joueur international, il mène une carrière de professeur d'éducation physique et sportive au Collège du Séminaire de Floreffe durant 36 ans.
Michel Delire meurt le 3 avril 2006 des suites d'une longue maladie.

### Statistiques
| Saison                | Club                  | Championnat           | Championnat | Championnat | Coupe(s) nationale(s) | Coupe(s) nationale(s) | Total | Total |
| Saison                | Club                  | Division              | M.          | B.          | M.                    | B.                    | M.    | B.    |
| 1954-1955             | Olympic Charleroi     | Division 1            | -           | -           | -                     | -                     | 0     | 0     |
| 1955-1956             | Olympic Charleroi     | Division 2            | -           | -           | -                     | -                     | 0     | 0     |
| 1956-1957             | Olympic Charleroi     | Division 1            | 30          | 15          | 0                     | 0                     | 30    | 15    |
| 1957-1958             | Olympic Charleroi     | Division 1            | -           | -           | 0                     | 0                     | 0     | 0     |
| 1958-1959             | Olympic Charleroi     | Division 1            | 30          | 16          | 0                     | 0                     | 30    | 16    |
| 1959-1960             | Olympic Charleroi     | Division 1            | 30          | 12          | 0                     | 0                     | 30    | 12    |
| 1960-1961             | Olympic Charleroi     | Division 1            | -           | -           | 0                     | 0                     | 0     | 0     |
| Sous-total            | Sous-total            | Sous-total            | -           | -           | 0                     | 0                     | 0     | 0     |
| 1961-1962             | Standard de Liège     | Division 1            | -           | 0           | 0                     | 0                     | 0     | 0     |
| 1962-1963             | Standard de Liège     | Division 1            | -           | 0           | 0                     | 0                     | 0     | 0     |
| Sous-total            | Sous-total            | Sous-total            | 10          | 0           | 0                     | 0                     | 10    | 0     |
| 1963-1964             | RES Jamboise          | Division 3            | -           | -           | -                     | -                     | 0     | 0     |
| 1964-1965             | RES Jamboise          | Division 3            | -           | -           | -                     | -                     | 0     | 0     |
| 1965-1966             | RES Jamboise          | Division 3            | -           | -           | -                     | -                     | 0     | 0     |
| 1966-1967             | RES Jamboise          | Division 3            | -           | -           | -                     | -                     | 0     | 0     |
| Sous-total            | Sous-total            | Sous-total            | -           | -           | 0                     | 0                     | 0     | 0     |
| Total sur la carrière | Total sur la carrière | Total sur la carrière | 10          | -           | -                     | -                     | 10    | 0     |

## Carrière internationale
Michel Delire compte huit convocations en équipe nationale belge, pour cinq matches joués. Il dispute son premier match avec les « Diables Rouges » le 27 octobre 1957 contre la France et son dernier le 22 mai 1960 lors d'un déplacement en Bulgarie. Il inscrit un but avec l'équipe belge, le 4 octobre 1959 à l'occasion d'une défaite 9-1 face aux Pays-Bas.

### Liste des matchs joués en équipe nationale
Le tableau ci-dessous reprend toutes les sélections de Michel Delire. Les matches qu'il ne joue pas sont indiqués en italique. Le score de la Belgique est toujours indiqué en gras.
| Date       | Compétition                                  | Adversaire | Lieu      | Score | Remarque |
| ---------- | -------------------------------------------- | ---------- | --------- | ----- | -------- |
| 27/10/1957 | Éliminatoires Coupe du monde 1958 (Groupe 2) | France     | Bruxelles | 0-0   |          |
| 14/06/1959 | Match amical                                 | Autriche   | Vienne    | 4-2   |          |
| 04/10/1959 | Match amical                                 | Pays-Bas   | Rotterdam | 9-1   | 75e      |
| 28/02/1960 | Match amical                                 | France     | Bruxelles | 1-0   |          |
| 27/03/1960 | Match amical                                 | Suisse     | Bruxelles | 3-1   |          |
| 13/04/1960 | Match amical                                 | Chili      | Bruxelles | 1-1   |          |
| 24/04/1960 | Match amical                                 | Pays-Bas   | Anvers    | 2-1   |          |
| 22/05/1960 | Match amical                                 | Bulgarie   | Sofia     | 4-1   |          |